# Michel Buzzi
Pour les articles homonymes, voir Buzzi.
Michel Buzzi, né le 8 septembre 1948 à Sorengo, est un auteur-compositeur-interprète et homme de radio suisse. Il est originaire du village de Aquila, ancienne commune suisse du canton du Tessin, aujourd'hui intégrée à Blenio.

## Biographie
Son père est mort en 1948. Avant de commencer l'école, il habite déjà à Prilly. Il a fait ses études secondaires à Lausanne.
Actif dans le monde de la chanson dans les années 1970 et 1980 en solo puis en duo avec Gaston Schaefer, il travaille ensuite à la station de radio Option Musique où il occupe, entre autres, le poste de responsable de la programmation.
Il est le frère du peintre Jean Crotti.

## Discographie
- 1975 - Et si demain
- 1979 - Vendredi six heures - La faute au train (45t)
- 1980 - D'un commun accord (avec Gaston Schaefer)